# Haugesund Triatlon Klubb
Хёугесуннский клуб триатлона (норв. Haugesund Triatlon Klubb, HTK) — норвежский спортивный клуб, специализирующийся на триатлоне, расположенный в городе Хёугесунн. HTK является одним из ведущих клубов в регионе и активно развивает триатлон как вид спорта, делая акцент на инклюзивности, социальной ответственности и здоровом образе жизни.

## История
Клуб был основан в 2012 году группой энтузиастов триатлона в Хёугесунне. С момента своего создания HTK быстро развивался, став важным центром для любителей триатлона в регионе. За годы существования клуб добился значительных успехов, включая участие и победы своих членов в национальных и международных соревнованиях. HTK также активно поддерживает молодых спортсменов, что делает его одной из ведущих организаций для детей и юниоров в Норвегии.

## Деятельность клуба
Хёугесуннский клуб триатлона предлагает широкий спектр тренировок, включая плавание, велоспорт и бег. Клуб предлагает тренировки и соревнования для всех возрастов и уровней подготовки, от новичков до профессиональных спортсменов. Клуб проводит от 10 до 15 организованных тренировок в неделю, которые доступны для всех возрастов — от 8 до 80 лет. Основная цель клуба — создать инклюзивное сообщество, где каждый может найти поддержку и мотивацию для занятий спортом. HTK также организует соревнования и мероприятия, способствующие популяризации триатлона.

## Членство
Членство в HTK открыто для всех, кто достиг 7 лет. Клуб предлагает различные категории членства в зависимости от возраста:
- Дети (до 13 лет): 400 норвежских крон
- Юниоры (14-19 лет): 500 крон
- Взрослые (от 20 лет): 1000 крон

Дополнительно взимается плата за участие в организованных тренировках. Члены клуба получают доступ к оборудованию, таким как палатки, велосипедные стойки и специализированные велосипеды, а также скидки от партнёров клуба.

## Инфраструктура
Хёугесуннский клуб триатлона активно развивает свою инфраструктуру. В настоящее время клуб строит HTK-hallen — первый в Норвегии специализированный комплекс для триатлона. Этот проект направлен на создание современного тренировочного центра, который объединит все виды тренировок в одном месте. Комплекс будет включать бассейн, залы для занятий и социальные зоны, что сделает его важным центром для спортивного сообщества Хёугесунна.

## Достижения и мероприятия
HTK активно участвует в организации крупных соревнований. В 2022 году клуб стал организатором Кубка Европы среди юниоров, что стало важным шагом в развитии триатлона в Норвегии. Это мероприятие привлекло внимание к норвежским спортсменам и способствовало популяризации спорта среди молодежи.
Клуб также организует ежегодное мероприятие Sentrumsløpet Haugesund — 10-километровый забег, который проводится в центре города. В 2024 году в забеге приняли участие 547 человек, что стало успешным дебютом для этого мероприятия. Организаторы планируют расширить масштабы забега и привлечь больше участников в будущем.

## Философия и ценности
Хёугесуннский клуб триатлона придерживается принципов инклюзивности, равенства и здорового образа жизни. Клуб открыт для всех, независимо от возраста, пола или уровня подготовки. Основная цель — создать сообщество, где каждый может найти поддержку и вдохновение для занятий триатлоном. HTK также активно борется с допингом и пропагандирует честный спорт.

## Известные спортсмены
Среди наиболее известных спортсменов HTK выделяется Пернилле Рённевик (Pernille Rønnevik), которая является одной из самых перспективных триатлонисток Норвегии. Она участвовала в юниорских чемпионатах Европы и дебютировала в Кубке мира среди взрослых. Её успехи вдохновляют молодых спортсменов клуба и укрепляют позиции HTK на национальной и международной арене.
Клуб также гордится своими юниорами, которые завоевали множество медалей на национальных чемпионатах. В частности, на чемпионатах Норвегии среди юниоров и молодёжи Хёугесуннский клуб триатлона завоевал около половины всех медалей.